# Dubowiec (sielsowiet biesiedinski)
Dubowiec (ros. Дубовец) – chutor w zachodniej Rosji, w sielsowiecie biesiedinskim rejonu kurskiego w obwodzie kurskim.

## Geografia
Miejscowość położona jest 11,5 km od centrum administracyjnego sielsowietu (Biesiedino), 27 km na południowy wschód od centrum administracyjnego rejonu (Kursk), przy drodze federalnej R-298 (Kursk – Woroneż – R22 «Kaspij»; część europejskiej trasy E38).
W chutorze znajduje się 19 posesji.
Klimat
Miejscowość, jak i cały rejon, znajduje się w strefie klimatu kontynentalnego z łagodnym ciepłym latem i równomiernie rozłożonymi opadami rocznymi (Dfb w klasyfikacji klimatów Köppena).

## Demografia
W 2010 r. chutor zamieszkiwało 12 osób.